# 멕시코아구티
멕시코아구티 또는 멕시코검은아구티(Dasyprocta mexicana)는 아구티과에 속하는 설치류의 일종이다. 멕시코 남부(베라크루스주, 오아하카주, 치아파스주 그리고 타바스코주)의 저지대 상록수림과 이차림의 토착종이지만, 쿠바에서 도입종이기도 하다. 서식지 감소로 위협을 받아서 멸종위급종으로 분류된다. 전체적으로 거무스름한 색을 띠며, 멕시코에서 발견되는 유일한 다른 아구티 중앙아메리카아구티와 구별된다. 유가탄 반도에서 음식 재료로 쓰이거나 성가신 동물로 간주되어 사냥이 되곤 한다.